# Radiodifusão clandestina

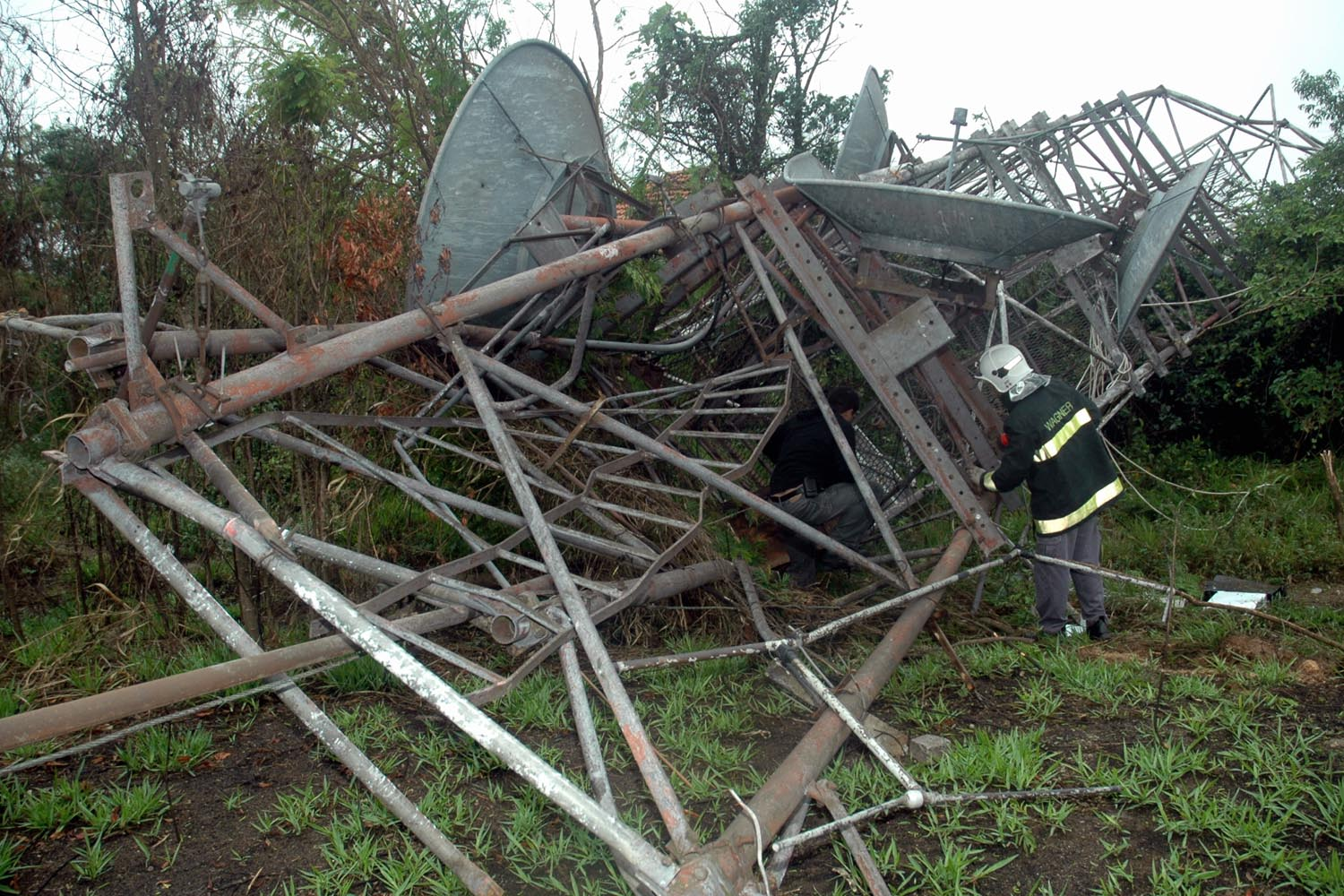
Antena de uma rádio pirata derrubada em São Paulo.

Uma rádio pirata ou rádio clandestina é uma estação de radiodifusão em situação ilegal por não ter autorização de funcionamento expedida pelas autoridades governamentais competentes. 

## Brasil
No Brasil uma rádio é considerada clandestina, portanto ilegal, quando não possui autorização (concessão) de serviço expedida pelo Ministério das Comunicações e licença para operar a radiofrequência atribuída pela Anatel.
Em um artigo de autoria de David Weinberger, publicado no site do próprio Ministério da Cultura, são afastadas as hipóteses de que 1) o espectro de rádio é limitado e por isso deve ser controlado seguramente pelo Estado e 2) que são as rádios causa da interferência generalizada, informação muito divulgada pela grande mídia principalmente no que diz respeito à aeronaves enfrentando dificuldades de comunicação, e não, ao contrário, os receptores a verdadeira causa
Em artigo publicado no Observatório de Imprensa, denuncia-se a política de concessões caracterizando-a como "coronelismo eletrônico", ou seja, a partir de um levantamento de dados do Instituto Para o Desenvolvimento do Jornalismo (Projor), mostra que a política de concessões está, estatisticamente falhando, muito ligada a campanhas eleitorais, representantes de partidos políticos e candidatos. Chama a atenção também para a determinância do que foi chamado de "padrinho político" na obtenção de concessão/autorização.

### Rádios comunitárias e livres
Existem no Brasil diversas rádios comunitárias que funcionam sem reconhecer legitimidade no processo de concessão da Anatel, vendo a prática de manutenção destas rádios como fundamental num processo de democratização da informação e do país. Essas rádios tem inspiração em movimentos de mídia independente, de criação dos próprios meios de comunicação e saída da dependência de mídias ligadas a grandes empresas. Atualmente, montar uma rádio é relativamente fácil, sendo suficientes um transmissor FM Homologado, um notebook ou desktop, uma mesa e um microfone. O funcionamento destas rádios é, entretanto, muitas vezes ilegal.

## Portugal

### Anos 80
No início da década de 1980, surgiram centenas de rádios pirata em Portugal. A meados da década, surgiu o processo de legalização que viria a concluir-se com a aprovação da "Lei da Rádio", em Julho de 1988. O posterior Decreto-Lei de regulamentação obrigaria ao encerramento das rádios não oficiais a 24 de Dezembro de 1988.